# Cynthia Garris
Cynthia Garris (né  à Hollywood en Californie) est une actrice américaine.

## Biographie
Elle a principalement tourné sous la direction de son époux, en particulier dans ses adaptations télévisées de Stephen King : Le Fléau (1994) et Shining (1997). 
Elle a également travaillé comme chorégraphe et sur la B.O. de plusieurs productions.

### Vie privée
Elle est mariée au réalisateur Mick Garris.

## Filmographie

### Cinéma
- 1988 : Critters 2 : Zanti
- 1990 : Linnea Quigley's Horror Workout : Ginger
- 1992 : La Nuit déchirée : Laurie Travis
- 2004 : Riding the Bullet :  Annie Wilkes

### Télévision
- 1990 : Swamp Thing : Eleanor
- 1990 : Psychose 4 : Ellen Stevens
- 1994 : Le Fléau : Susan Stern
- 1997 : Shining :  La femme morte de la chambre 217
- 1997 : Quicksilver Highway : Ellen George
- 1998 : L'expérience fatale :  Juge Dairymple
- 2000 : Les Médiums :  Realtor
- 2005 : Les Maîtres de l'horreur (Masters of Horror)  : Rose (saison 1, épisode 4)